# Museo etnografico di Ginevra
Il Museo etnografico di Ginevra (Musée d'ethnographie de Genève) è un museo etnografico situato a Ginevra, in Svizzera.

## Storia
Il MEG, o Museo Etnografico di Ginevra, è stato fondato il 25 settembre 1901 su iniziativa del professore Eugène Pittard (1867-1962), che fu anche titolare della prima cattedra di Antropologia all'Università di Ginevra. Fu inizialmente ospitato nella villa Mon Repos. Pittard ha riunito collezioni pubbliche e private, principalmente le collezioni etnografiche del Museo Archeologico e del Musée Ariana, i fondi del Museo della Società Evangelica Missionaria e armi del Museo storico di Ginevra.
Nel 1939 il MEG si trasferì negli edifici in disuso della scuola elementare Mail nel Viale Carl Vogt. Inaugurato nella nuova sede il 12 luglio 1941 condividendo gli spazi con il Dipartimento di Antropologia dell'Università fino al 1967. L'edificio fu ampliato nel 1949; nel 1975 la città acquistò la villa lombarda di Chêne-Bougeries, che divenne la dependance di Conches.
Tra il 1980 e il 2001 furono respinte tre proposte per costruire un nuovo museo in piazza Sturm. La città ha allora pensato di rinnovare e ampliare l'edificio sul sito attuale. Il Consiglio comunale ha approvato il progetto all'unanimità il 21 marzo 2007.
Il nuovo edificio a forma di pagoda del MEG è stato inaugurato il 31 ottobre 2014, dopo quattro anni di lavori di costruzione. È stato progettato da Graber Pulver Architekten AG, con architettura e urbanistica ACAU, in collaborazione con lo studio di ingegneria civile Weber + Brönnimann EG. Nel seminterrato si trovano le gallerie e un auditorium; la caffetteria, il negozio del museo e la biglietteria si trovano al piano terra affacciati sul giardino. Al piano superiore si trovano i laboratori di restauro e di divulgazione culturale, nonché la biblioteca, che prende il nome da una generosa mecenate, Marie Madeleine Lancoux. La biblioteca comprende un piccolo spazio per l'ascolto di musica da tutto il mondo. Anche il vecchio edificio è stato ristrutturato e oggi ospita gli uffici e i laboratori di etnomusicologia. I tre edifici insieme - il vecchio museo, il nuovo MEG e una scuola elementare - racchiudono una piccola piazza ricca di alberi e fiori.
Il museo si trova nell'Inventario svizzero dei beni culturali d'importanza nazionale e regionale.
Nel 2017 ha vinto il premio del museo europeo dell'anno.

## Riconoscimenti
Nel 2015 il MEG ha ricevuto il Red Dot Award Communication Design nella categoria "comunicazione spaziale/exhibition design" per l'allestimento della sua mostra principale. Nello stesso anno il MEG vince anche il Premio Multi-Media Art Innovative-Silver per la camera sonora progettata dall'artista Ange Leccia, per la mostra principale. Nel 2017 il MEG ha ricevuto il premio EMYA (Premio Museo Europeo dell'Anno), il massimo riconoscimento per un museo europeo. Il MEG è stato insignito nel 2015 del Red Dot Award dal Design Zentrum Nordrhein Westfalen per la qualità e l'originalità della scenografia della sua mostra permanente.

## Collezioni

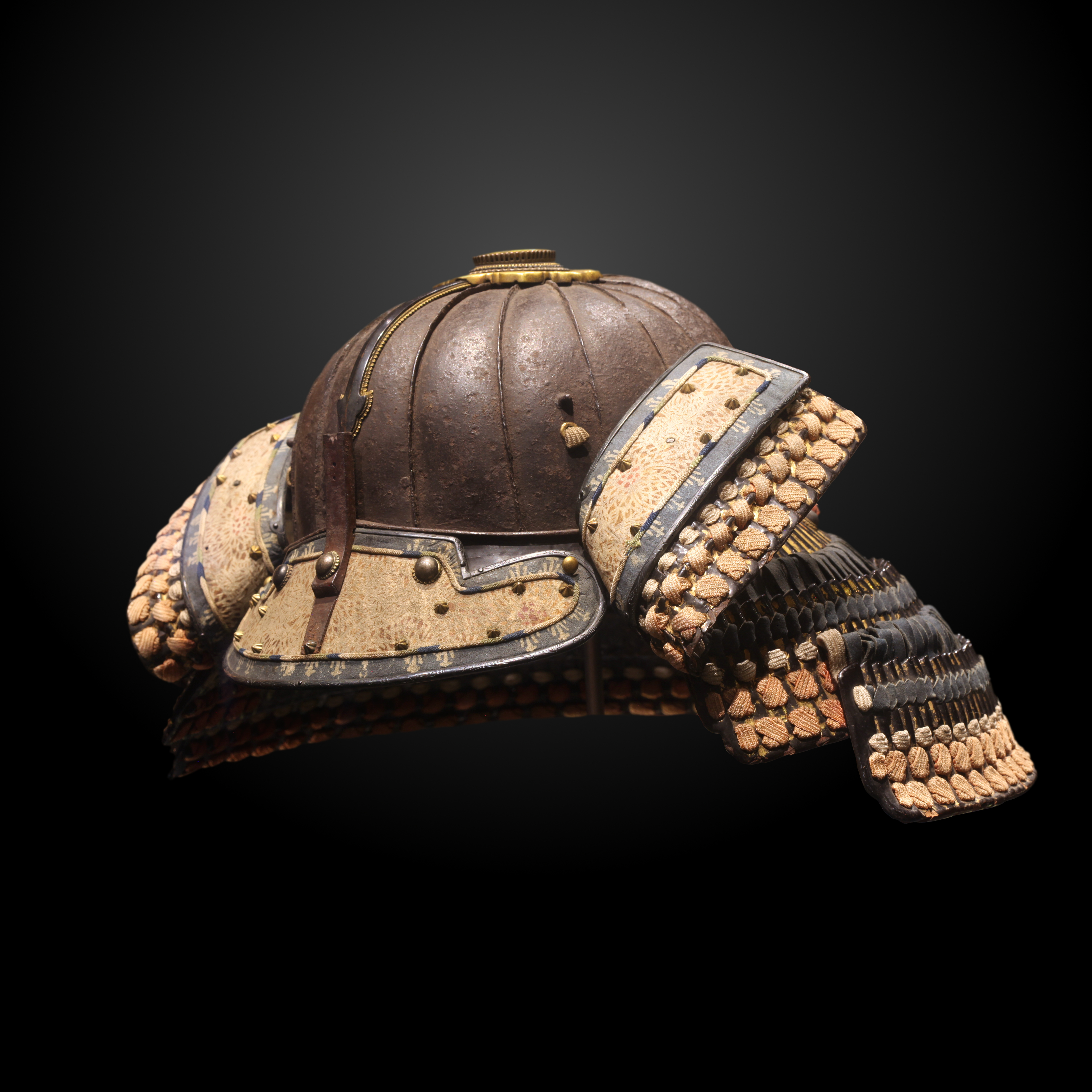
Elmo giapponese del secolo XV.

Il MEG conserva 74.000 oggetti, 20.000 fonogrammi e 100.000 supporti fotografici. Il MEG ha scelto di esporre nella mostra permanente 1000 pezzi che sono stati oggetto di una selezione.
Facendo eco all'Arca di Noè, il vassoio galleggiante all'ingresso della mostra permanente riunisce oggetti esotici, oggetti d'arte percepiti per il loro valore di mercato o anche oggetti collezionati da missionari e scienziati. Accanto ad essa prende forma la videoinstallazione dell’artista contemporanea Ange Leccia, come una clessidra che definisce il tempo attorno al motivo universale del mare presente in tutti i continenti.

### Africa
Alcune tra le maschere e le sculture sono opere bidimensionali. Esse sono firmati da artisti precursori del grande movimento dell'arte pittorica, pittori e designer africani: affresco politico di Bähaylu (Etiopia), dipinti di Rajonah, artista malgascio dell'inizio del XX secolo, o anche l'acquarellista congolese Albert Lubaki, le cui opere colorate furono esposte in Europa negli anni 1920 e 1930. L'artista camerunese Ibrahim Njoya (1890-1960) è rappresentato anche da una composizione disegnata di ritratti di re camerunesi, con un ritratto di se stesso al centro dell'assemblaggio.

### Asia
Collezione di oggetti dal Giappone e collezione di sculture dall'India del sud. Il bodhisattva (cinese) della compassione Avalokitasvara, con i suoi 190 cm di altezza.

### Americhe

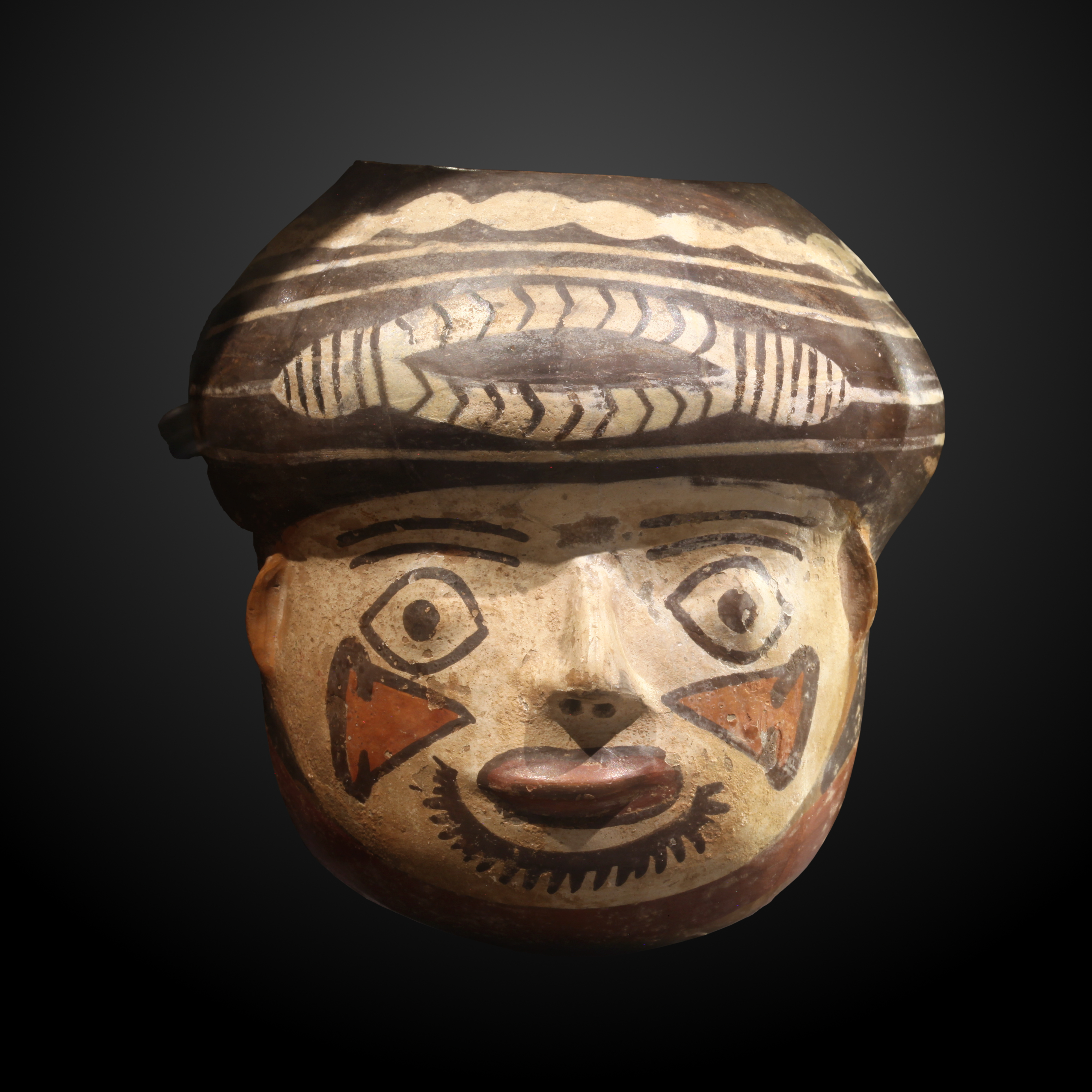
Vaso a forma di testa umana (Perù, tra il III e IV secolo).

Oggetti precolombiani o provenienti da culture amazzoniche, ma anche oggetti provenienti dall'estremo nord, come questo secchio cerimoniale finemente decorato di una società Inuit e che veniva utilizzato durante la caccia alle balene.

### Oceania
Sono rappresentate Nuova Guinea e Australia. Eugène Pittard considerava il mantello di piume ahu'ula il pezzo più prezioso del suo museo: è composto da migliaia di piccole piume di uccelli che vivevano nelle isole Hawaii. Indossato dal capo durante cerimonie o battaglie, si supponeva avesse potere protettivo.

### Europa
Il Vecchio Continente non è dimenticato: Pittard si era già adoperato affinché nella collezione comparissero oggetti provenienti dalle culture popolari europee. Grazie a collaborazioni e scambi scientifici, il dipartimento conserva reperti provenienti da 46 paesi o aree culturali, dei Balcani e dell'arco alpino essendo rappresentati: un oggetto del Grigioni: un slitta per bambini, scolpita e dipinta come una figura di giostra.

### Etnomusicologia

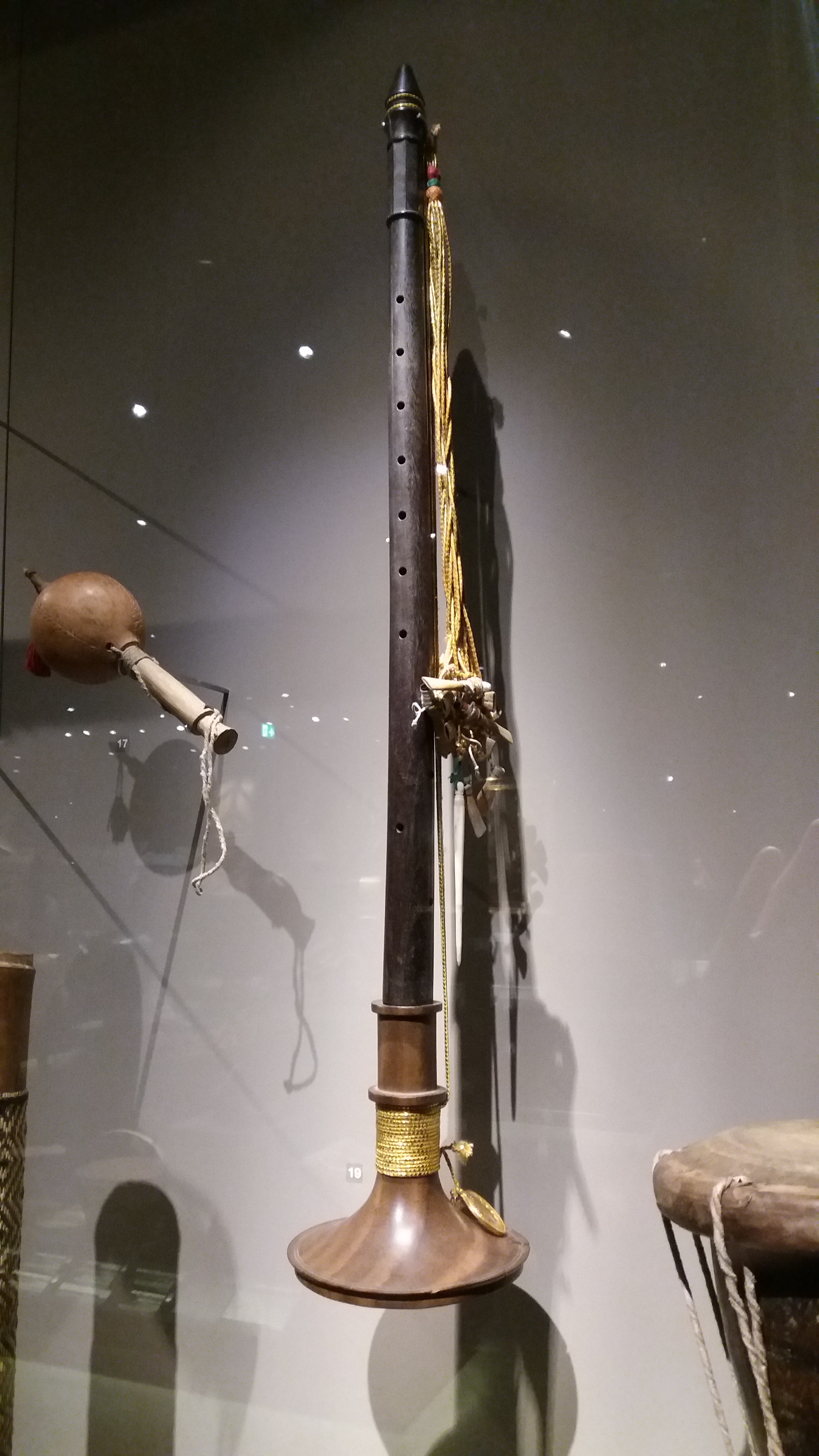
Nagasvaram o Nadasvaram (oboe), India, fine XX secolo.

Il museo dispone di un dipartimento di etnomusicologia con una sala di musica nella mediateca, con un'ampia collezione di registrazioni musicali risalenti all'inizio del XX secolo (16.000 ore di musica).

## Mostre presenti e passate[14]
- Alternative indigene all'ingiustizia ambientale, (dal 24 settembre 2021 al 21 agosto 2022)
- Jean Dubuffet, un barbaro in Europa (dal 8 settembre 2020 al 28 febbraio 2021)
- Africa. Le religioni dell'estasi, (dal 18 maggio 2018 al 6 gennaio 2019)
- Amazzonia. Lo sciamano e il pensiero della foresta (dal 20 maggio 2016 all'8 gennaio 2017)
- I colori dell'Amazzonia. Mostra fotografica fuori sede (dal 28 aprile 2016 al 30 novembre 2016)
- La vetrina delle nuove donazioni al MEG. L'Africa che scompare! di Casimir Zagourski. La fotografia di Georges Bourdelon (dal 17 novembre 2015 al 28 febbraio 2016)
- Buddismo di Madame Butterfly. Giapponismo buddista (dal 9 settembre 2015 al 10 gennaio 2016)
- I re Mochica. Divinità e potere nell'antico Perù (dal 1 novembre 2014 al 3 maggio 2015)
- È dell'uomo di cui devo parlare. Rousseau e la disuguaglianza (dal 15 giugno 2012 al 23 giugno 2013)
- Il sapore delle arti. Dall'India Moghul a Bollywood (dal 27 maggio 2011 al 18 marzo 2012)
- Tracce di sogni. Dipinti su corteccia degli aborigeni australiani (dal 17 settembre 2010 al 27 febbraio 2011)
- Nel Madagascar. Fotografie di Jacques Faublée, 1938-1941 (dal 30 aprile 2010 al 26 settembre 2010)
- Lo sguardo di Kannon (dal 29 gennaio 2010 al 26 settembre 2010)
- Lo spirito dei tempi (dal 13 marzo 2009 al 26 settembre 2010)
- Villa sovietica (dal 2 ottobre 2009 al 20 giugno 2010)
- Medusa in Africa. La scultura dell'incanto (dal 14 novembre 2008 al 31 gennaio 2010)
- Inquadra l'EST (dal 18 settembre 2009 all'8 novembre 2009)
- Fuori gioco (dal 21 maggio 2008 al 26 aprile 2009)
- Bambù Kanak. Una passione di Marguerite Lobsiger-Dellenbach (dal 29 febbraio 2008 al 15 marzo 2009)
- Vodou, un'arte di vivere (dal 5 dicembre 2007 al 31 agosto 2008)
- Scenario catastrofale (dal 28 marzo 2007 al 6 gennaio 2008)
- Un ginevrino in giro per il mondo. Alfred Bertrand (1856-1924) (dal 9 febbraio 2007 al 9 dicembre 2007)
- Thangka del buddismo tibetano. La collezione MEG (dal 3 luglio 2007 al 16 settembre 2007)
- Ospite del MEG: il museo Barbier-Mueller (dal 24 aprile 2007 al 26 agosto 2007)
- ALTRI STATI UNITI (dall'11 novembre 2005 al 1º aprile 2007)
- Di tutti i colori. Un secolo di disegni nelle scuole ginevrine (dal 24 maggio 2006 al 31 dicembre 2006)
- La fibra degli antenati (dal 22 marzo 2006 al 31 dicembre 2006)
- I fuochi della Dea. Miti e rituali del Kerala (dal 16 marzo 2005 al 31 dicembre 2005)
- Sotto l'artiglio del drago, costumi di corte della dinastia Qing (nella collezione Baur) (2004)
- Un altro passaggio in India (2004)
- Cento oggetti: la scelta del pubblico (2004)
- Non applicabile - Cento oggetti (2004)
- Gulag, il popolo degli zek (2004)
- Il Museo si emoziona... (incontro settimanale nelle collezioni) (2003)
- ...per i tuffi della Taranta (2003)
- ...per “Arte e bambini” (2003)
- ...per le feste: statuine, presepi e giocattoli (2003)
- OBIETTIVI DELLA TERRA, Fotografie di Monique Jacot e Gustave Roud (2003)
- Fernand Grébert in Gabon (1913-1932) (2002)
- Oggetti... hai un'anima? (2002)
- Bharatanatyam, la danza degli dei (2002)
- Gabès (freccia con due punte sinistra-destra) Ginevra. Fonti e risorse di un tunisino di Gabès a Ginevra (2002)
- Pâtamodlé, l'educazione dei più giovani, 1815-1980 (2001)
- Gli ostaggi dimenticati, fotografie di Zalmaïd Ahad (2001)
- PACE, 100º anniversario della consegna del primo Premio Nobel per la Pace a Henry Dunant (2001)
- Gli estremi del triangolo polinesiano, affiancati. Isole Hawaii, Isola di Pasqua, (2001) Nuova Zelanda, 1994-2001 Fotografie di Muriel Olesen e Gérald Minkoff George Huebner 1862-1935: una foto a Manaus (Manaus, Brasile)
- Tempo di pausa, fotografie di Fausto Pluchinotta (2001)
- Kua e Himba, due popoli tradizionali del Botswana e della Namibia di fronte al nuovo millennio (2001)
- Dietro lo specchio, fotografie di Jean Mohr (2001)
- La Regina di Saba - Bilqîs - Mâkedâ: una leggenda nera e dorata (2001)
- Murales dei monasteri buddisti in Cambogia (2001)
- Pigmei: da uno sguardo all'Altro (2001)
- Buoni baci da Junction, fotografie di Simone Oppliger (2000)
- George Huebner 1862-1935: fotografo a Manaus (2000)
- La strada per Samarcanda, l'Asia centrale attraverso la lente degli antichi viaggiatori (2000)
- “Un museo per una città del mondo” (2000)
- “La memoria Kanak, i bambù incisi della Nuova Caledonia” (al Palazzo delle Nazioni) (2000)
- Il mandala del Buddha della Medicina (2000)
- Il mondo e il suo doppio, tesori del Museo etnografico di Ginevra (al Museo Rath) (2000)
- Lunga vita alla speranza!: Il Brasile, alla luce di 500 anni di esclusione, fotografie di Douglas A. Mansur (2000)
- Morte per vivere, Piccolo manuale di riti mortuari (1999)
- Il fuoco. Fuoco divorante, fuoco domestico, fuoco sacro (1999)
- Fremdes Wien e Xenographische Bilder (1999) Fotografie di Lisl Ponger
- Mondi del lavoro - Immagini del Sud (1999)
- Frechal, terra africana in Brasile. Fotografie di Christine Leidgens (1999) Le pieghe del tempo: scienza, mito e Horace Bénédict de Saussure ad Annecy Luci del Tibet a Lione
- My Arabians, mostra di fotografie di Samer Mohdad (Ginevra - Mediterraneo) (1999)
- Arte e bambini al Museo Etnografico (1999)
- Fantasmi dell'Himalaya (1999)
- Musei'99 (1999)
- Diablitos e Carnevale (1999)
- Art brut: dalla clandestinità alla consacrazione (1998)
- Le pieghe del tempo: scienza, mito e Horace Bénédict de Saussure (1998)
- Maschere Bwaba, maschere dell'Appenzello: un incontro (1998)
- Addio Amazzonia (1998)
- Il Cordel brasiliano: Poesie per il popolo (1998)
- Nicolas Bouvier: “Il vento delle strade” (1998)
- Ragamala. Ascoltare i colori, dipingere i suoni (1998)
- Oggetto (1998)
- Aspettando il principe azzurro. L'educazione delle ragazze a Ginevra dal 1740 al 1970 (1997)
- Théâtres d'Orient (1997) “Samivel in montaggio: le visioni di un amante degli abissi” a Torino, poi a Chamonix
- Decidere è pensare alla settima generazione che verrà (1997) Fotografie di Max Vaterlaus Convivenza allo svincolo Fotografie di Simone Oppliger
- Memorie di schiavi (1997)
- Museo'97 (1997)
- Freddy Bertrand, 40 anni di fotografia giornalistica a Ginevra (1997)
- “La Dech'Art'ge” di Simonet e “Couleurs d'Afrique” di Tchif (1997) Espressioni estetiche contemporanee in Benin
- Immagini (1997)
- Donne in rosso, il mondo quotidiano delle donne Himba (Namibia) (1997)
- Sari e scialli dall'India (come parte di Orchid 97) (1997)
- Dalla terra di Vaud alla terra del Voodoo, etnologie di Alfred Métraux (1996)
- Polataka, i colori della vita (1996)
- Samivel in montagna, le visioni di un amante degli abissi (1996)
- Sari e scialli dall'India (1996)
- Dalla Croce al Loto. Il viaggio spirituale di Jean Eracle, sacerdote e monaco (1996) I mari del Sud o l'altra faccia del paradiso La vita quotidiana degli amerindi in epoca precolombiana “Masques del mondo” a Martigny
- Jean Piaget, Agire e costruire (1996) Alle origini della conoscenza nei bambini e negli scienziati
- La freccia nel cuore. Una traversata fianco a fianco sulla terra indiana nel sud-ovest degli Stati Uniti (1996) Fotografie di Gérald Minkoff e Muriel Olesen
- “Samivel in editing: le visioni di un amante degli abissi” (1996)
- Autoritratti dal Nuovo Mondo (collezioni precolombiane) (1995)
- Diversité 95, Ginevra (1995) Cento maschere nel Padiglione Rosso In alto le maschere Il mosaico ginevrino, modello di multiculturalismo? La musica al crocevia delle culture I Gemelli e gli altri Quando abbiamo la salute, Ginevra, 1900-1960 Morte e oblio Fotografie di Johnathan Watts e Teuvo Lehti “I segreti di un almanacco” a Martigny
- L'Amazzonia di una baronessa russa. Dalle Ande all'Atlantico nel 1903 (1994)
- Ai vostri posti! Le scuole primarie tra elitarismo e democrazia, Ginevra 1880-1960 (1994)
- Giocattoli russi. Collezione di arte popolare Anatoly Panin (1994)
- Tre sale espositive permanenti dell'Oceania (1994)
- Antiche armi da lancio nell'Africa a sud del Sahara (1994)
- Il mandala di Çakrasamvara (1994)
- Arabi. Musica in gioco nella penisola (1994) Fotografie di Alain Saint-Hilaire
- Man. Biosfera dell'Amazzonia peruviana (1994) Fotografie di André e Cornelia Bärtschi
- La bellezza del resto. Confessione di un curatore di museo (1993)
- Martín Chambi (1891-1973), fotografo andino (1993)
- Thanka dell'Himalaya, immagini di saggezza (1993)
- Si biforca come un matto al MEG, poi ad Annecy (1993)
- Maschere africane, installazione della maschera (1993)
- “L’uomo e le Alpi: incrocio di apparenze” a Grenoble e Sion (1993)
- Non era domenica tutti i giorni... (1992)
- Vita quotidiana del mondo del lavoro, Ginevra 1890-1950 (1992)
- Afriche magiche (1992)
- Cile indigeno (1992)
- Vite inutili? Etnografia di un convento (1992) Fotografie di Françoise Sautier
- La gente di Raoni (1992) Fotografie di Gustaaf Verswijver
- Mucche utopia (1991)
- 90 anni fa, il mondo

## Collaborazioni
Il museo collabora con diverse istituzioni, tra cui gli Ateliers d'ethnomusicologie.